# Viaduct van Houx
Het viaduct van Houx is een spoorbrug over de Maas in Houx, een deelgemeente van Yvoir. Spoorlijn 154 (Namen - Givet) loopt over dit viaduct.
Het viaduct bestaat uit vijf overspanningen op betonnen pijlers, waarvan één overspanning over de N92 (Namen - Dinant) en vier overspanningen over de Maas.